# Hrej.cz
Hrej.cz – czeski portal internetowy na temat gier wideo i urządzeń peryferyjnych dla graczy. Jego właścicielem jest przedsiębiorstwo Grunex. Według stanu na 2020 rok funkcję redaktora naczelnego pełni Tadeáš Pepř.

## Historia
Pierwotnie witryna Hrej.cz stanowiła sekcję serwisu informacyjnego Novinky.cz. W 2003 roku portal został zamknięty z powodu niskiego zainteresowania. W październiku 2004 roku działalność Hrej.cz została wznowiona przez portal Seznam.cz we współpracy z Kaora, s.r.o.
Od początku 2006 roku serwis funkcjonował pod auspicjami Vogel Burda Communications s.r.o., wydawcy czasopisma „Level” i oficjalnego magazynu PlayStation2. Oba projekty miały wspólną redakcję, aczkolwiek sama administracja była odrębna. Do faktycznego rozdzielenia czasopisma Level i portalu Hrej.cz doszło w maju 2013.
W styczniu 2008 wydawnictwo Burda Praha całkowicie przejęło zarządzanie portalem od firmy Seznam.
W grudniu 2007 serwis był odwiedzany przez 443 tys. ludzi. W październiku 2013 stwierdzono, że portal odwiedza 91 tys. osób. W grudniu 2013 uruchomiono odświeżoną wersję witryny. W październiku 2016 r. doszło do zakupu portalu przez firmę Xzone. Kolejna zmiana właściciela miała miejsce w lutym 2019, kiedy to portal został nabyty przez firmę Grunex. Pod koniec czerwca 2020 zakończono współpracę z dotychczasowym redaktorem naczelnym Pavelem Makalem i jego zastępcą Davidem Plecháčkiem, a stanowisko redaktora naczelnego objął Tadeáš Pepř.
W rankingu Alexa serwis był notowany globalnie na miejscu: 71 321 (grudzień 2020), w Czechach: 274 (grudzień 2020).